# Urachiche (Venezuela)
Pour les articles homonymes, voir Urachiche.
Urachiche est le chef-lieu de la municipalité d'Urachiche dans l'État d'Yaracuy au Venezuela.